# Cashpoint-Arena
Lo Stadion Schnabelholz o Cashpoint-Arena per motivi di sponsorizzazione, è uno stadio multiuso ad Altach, in Austria. Attualmente è utilizzato principalmente per le partite di calcio ed è la sede del SC Rheindorf Altach. Lo stadio detiene 8.500 ed è stato costruito nel 1990.

## Accessibilità
Lo stadio si trova lungo l'autostrada Valle del Reno/Walgau e vi si accede dall'uscita Altach-Götzis. Dalla stazione, alle fermate di Hohenems e Götzis l'autobus numero 22 va direttamente allo stadio.

## Rimodellamento

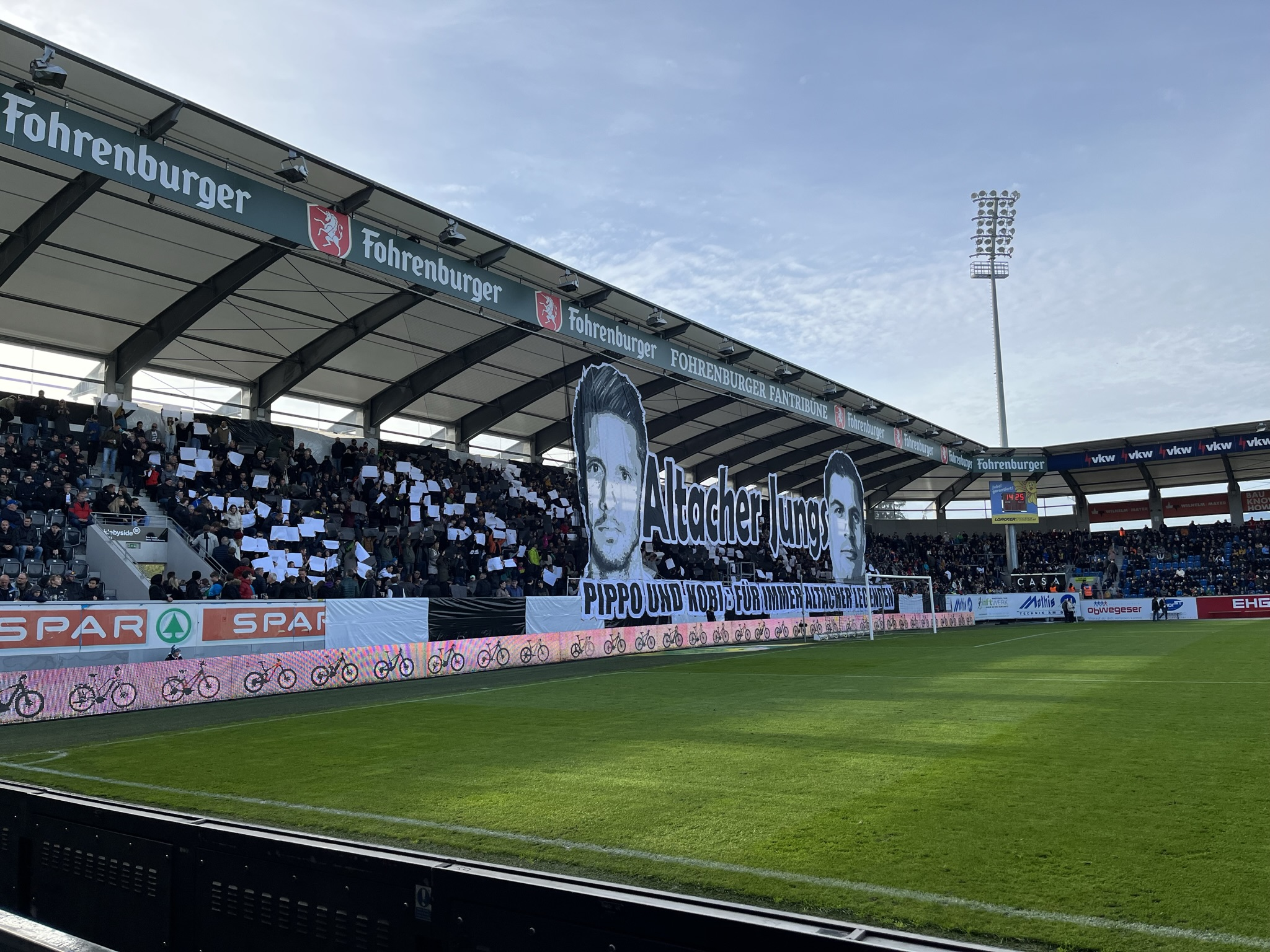
La curva dei tifosi dell'Altach dopo la ristrutturazione dello stadio prima di una partita contro lo Sturm Graz (2022)

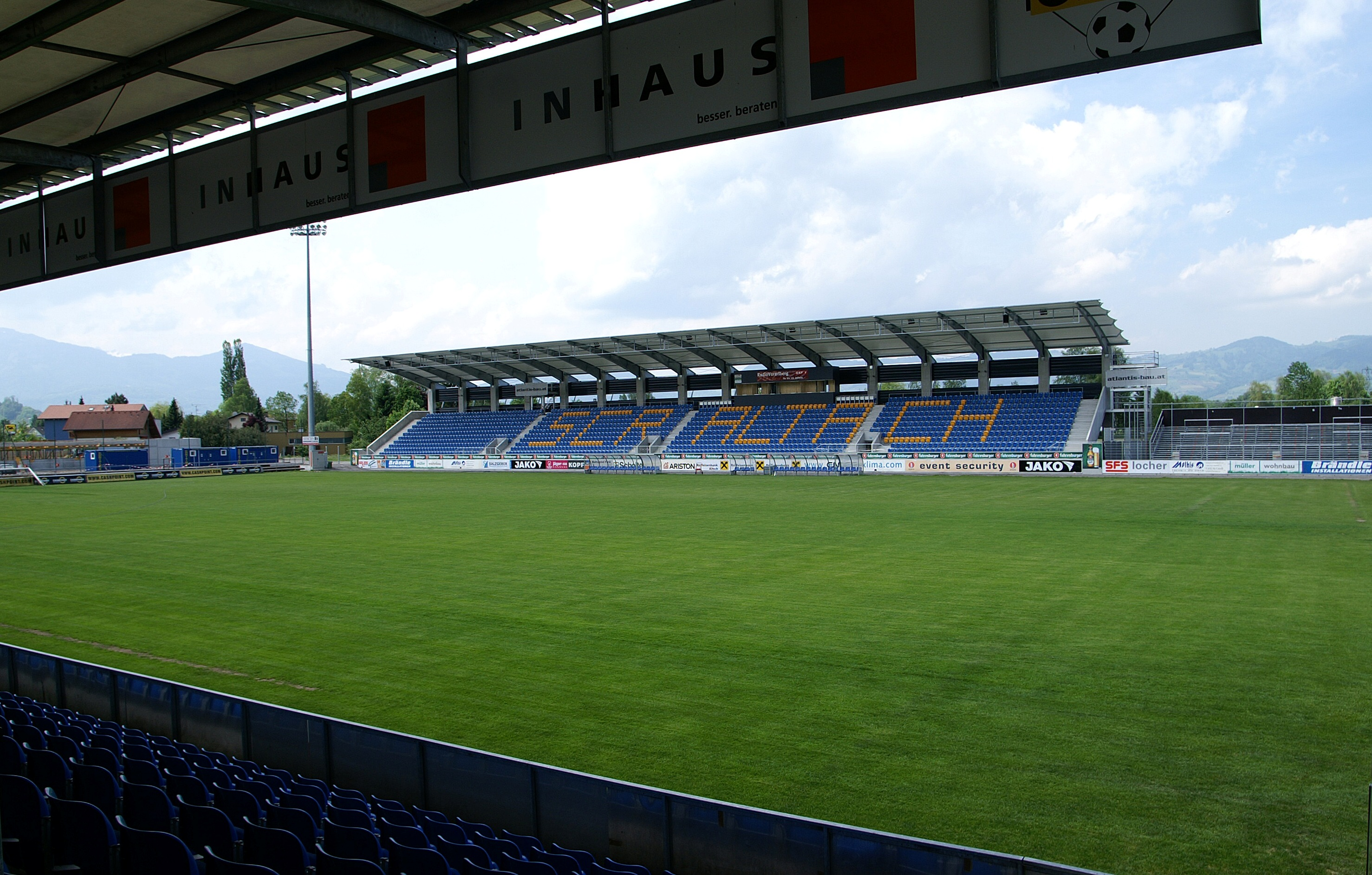
Lo stadio di Altach prima della sua ristrutturazione nel 2008

Dall'inizio della stagione 2015/16 un riscaldamento del prato in Bundesliga è obbligatorio. Non solo è installato il riscaldamento del suolo, anche un nuovo impianto di illuminazione ed entrambe le tribune generali di ammissione sono state rinnovate e riconsiderate. Inoltre, nuove strutture sono in costruzione e l'ingresso principale e le cabine rinnovate. Se l'SCR Altach riesce a qualificarsi per l'UEFA Champions League o UEFA Europa League, lo stadio per le partite internazionali deve essere approvato. Se dovesse accadere lo stadio sarà un cantiere e lo SCRA dovrà spostarsi temporaneamente in un altro stadio. All'estero, Rheinpark Stadion di Vaduz o AFG Arena di San Gallo, Altacher non possono competere, secondo le norme della FIFA. Nel caso di chiusura, il club si sposterebbe al Tivoli Neu di Innsbruck, che potrebbe essere una perdita finanziaria, tuttavia.